# Ted 2
Pour les articles homonymes, voir Ted.
Série
Ted
(2012) Ted (série)
(2024)
Pour plus de détails, voir Fiche technique et Distribution.
Ted 2 est un film réalisé par Seth MacFarlane, sorti en 2015. C'est la suite de Ted, sorti en 2012.

## Synopsis
John Bennett est divorcé de Lori depuis six mois. Pendant ce temps, son meilleur ami Ted l'ours en peluche épouse sa petite amie, Tami-Lynn. À la suite d'une vive dispute après un an de mariage, ils décident d'avoir un enfant (peut-être après les événements du premier film). Comme Ted n'a pas de sperme, John accepte de l'aider à trouver un donneur. Ils demandent à Sam J. Jones mais celui-ci refuse en raison d'un taux de sperme de un. Ils essaient ensuite, sans succès, de s'introduire dans la maison de Tom Brady et de voler son sperme. Finalement, John propose de faire don de son sperme.
Malgré les efforts de Ted et John, la consommation de drogues de Tami-Lynn l'a rendue infertile (malgré une période d'abstinence prolongée) et ils décident d'adopter. Les vérifications des antécédents remettent en question le statut légal de Ted en tant que personne. Les autorités de l'État du Massachusetts déclarent que Ted est un bien plutôt qu'une personne ; par conséquent, il perd son emploi, ses cartes de crédit, ses comptes bancaires sont gelés et son mariage avec Tami-Lynn est annulé de force.
John leur suggère de poursuivre l'État en justice. Ils demandent au meilleur avocat qu'ils peuvent trouver, mais celui-ci propose de confier leur affaire bénévolement à sa nièce Samantha, une avocate débutante. Ils sont d'abord réticents, mais leur amour de la marijuana les rapproche alors qu'ils se préparent à présenter le dossier.
Pendant ce temps, Donny, le harceleur de longue date de Ted, est concierge au siège de la société de jouets Hasbro, à New York. Il convainc le PDG de l'entreprise d'engager un avocat spécialisé pour s'assurer que Ted conserve son statut de bien, ce qui le rendrait saisissable par l'entreprise pour créer d'autres ours en peluche vivants.
Malgré tous les efforts de Samantha, le tribunal se prononce contre Ted. Découragé et désespéré, le trio contacte Patrick Meighan, un avocat très respecté spécialisé dans les droits civils, afin de l'aider à faire annuler la décision du tribunal. En route pour Manhattan, le trio rencontre Meighan, qui compatit à la détresse de Ted mais refuse l'affaire, car il estime que Ted n'a pas contribué de manière significative à l'humanité en raison de son mode de vie.
Cependant, Ted, furieux de cette injustice et jaloux de la relation entre Samantha et John, s'en va. Donny le suit alors qu'il se rend au Comic-Con de New York. Une fois à l'intérieur, Donny, déguisé en Raphael, tente de kidnapper Ted, qui s'enfuit et appelle John à l'aide. John et Samantha arrivent et trouvent Ted, au moment où Donny est sur le point de le découper. Alors qu'ils s'échappent, Donny sectionne les câbles qui soutiennent une maquette de l'USS Enterprise avec un couteau qui se dirige vers Ted. John pousse Ted hors du chemin, encaisse le coup, perd connaissance et tombe dans le coma. Ted identifie Donny parmi un groupe de cosplayers Tortue Ninja grâce à son envie irrésistible de danser sur I Think We're Alone Now de Tiffany et il est arrêté.
À l'hôpital, John est toujours dans le coma, et il fait un arrêt cardiaque. Le lendemain, le médecin annonce à Sam, Ted et Tami-Lynn que John est mort, ce qui choque le groupe. Dans la chambre, le groupe fait ses adieux à John en larmes. Cependant, il se réveille et effraie le groupe, et Ted découvre que John avait fait semblant d'être mort pour se venger de Ted qui prétendait être en mort cérébrale. Après quelques discussions, le groupe se réjouit de la guérison de John. Patrick Meighan décide de prendre l'affaire en main, inspiré par l'altruisme de John et l'émotion de Ted face à John, son ami qui a évité la mort de justesse. Meighan obtient l'annulation du jugement en démontrant que Ted est conscient de lui-même, qu'il ressent des émotions complexes et qu'il est capable d'empathie. À l'extérieur du palais de justice, Ted fait une nouvelle demande en mariage à Tami-Lynn. Une fois remariés, Ted et Tami-Lynn, prenant pour nom de famille "Clubber Lang", adoptent un petit garçon qu'ils nomment Apollo Creed, tandis que John et Samantha poursuivent joyeusement leur propre relation.
Dans une scène de post-crédits, un client (Liam Neeson) qui avait auparavant acheté une boîte de Trix revient dans le supermarché, visiblement blessé. Il laisse les Trix derrière lui et sort avec un air de trahison (bien qu'il ne soit jamais révélé si le client était réellement impliqué au départ).

## Fiche technique
Sauf indication contraire, les informations mentionnées dans cette section peuvent être confirmées par la base de données cinématographiques IMDb,  présente dans la section « Liens externes ».
- Titre original et francophone : Ted 2
- Réalisation : Seth MacFarlane
- Scénario : Seth MacFarlane, Alec Sulkin et Wellesley Wild
- Direction artistique : Peter Borck et Bryan Felty
- Décors : Stephen J. Lineweaver
- Costumes : Cindy Evans
- Photographie : Michael Barrett
- Montage : Jeff Freeman
- Musique : Walter Murphy
- Production : Jason Clark, John Jacobs, Scott Stuber et Seth MacFarlane
- Sociétés de production : Universal Pictures et Fuzzy Door Productions
- Distribution : Universal Pictures (États-Unis), Universal Pictures International France (France)
- Pays d'origine : États-Unis
- Langue originale : anglais
- Genre : Comédie fantastique
- Budget : 68 000 000 $[2]
- Durée : 115 minutes
- Dates de sortie[3] :
  - États-Unis, Canada : 25 juin 2015
  - Belgique : 12 août 2015
  - France : 5 août 2015
- Avertissement : des scènes, des propos ou des images peuvent heurter la sensibilité des spectateurs.

## Distribution
- Mark Wahlberg (VF : Bruno Choël ; VQ : Martin Watier) : John Bennett
- Seth MacFarlane (VF : Joey Starr ; VQ : Tristan Harvey) : Ted (voix)
- Amanda Seyfried (VF : Chloé Berthier ; VQ : Catherine Bonneau) : Samantha Leslie Jackson
- Jessica Barth (VF : Christine Bellier ; VQ : Annie Girard) : Tami-Lynn
- Giovanni Ribisi (VF : Fabrice Josso ; VQ : Hugolin Chevrette) : Donny
- Morgan Freeman (VF : Benoît Allemane ; VQ : Guy Nadon) : Me Patrick Meighan
- Sam J. Jones (VF : Thierry Desroses ; VQ : Jean-Luc Montminy) : lui-même
- Patrick Warburton (VF : Gilles Morvan ; VQ : Frédéric Paquet) : Guy
- Michael Dorn (VF : Frantz Confiac ; VQ : Sylvain Hétu) : Rick
- Bill Smitrovich (VF : Patrick Raynal) : Frank
- John Slattery (VF : Nicolas Marié ; VQ : François Trudel) : Me Shep Wild
- John Carroll Lynch (VF : Antoine Tomé ; VQ : Benoît Rousseau) : Tom Jessup
- Ron Canada (en) (VF : Ériq Ebouaney ; VQ : Pierre Chagnon) : le juge
- Sebastian Arcelus (VF : Benjamin Gasquet) : Dr Ed Danzer
- Patrick Stewart (VF : François Berland ; VQ : Vincent Davy) : le narrateur
- Jay Patterson (en) (VF : Patrick Béthune) : Karl Jackson
- Nana Visitor (VF : Véronique Augereau) : Agent d'adoption
- Scott Wahle (VF : Patrick Béthune) : le président exécutif annonçant le nouveau Superman
- Cocoa Brown (VF : Laura Zichy) : Joy
- Liam Neeson (VF : Frédéric van den Driessche ; VQ : Éric Gaudry) : un client du supermarché (caméo)
- Dennis Haysbert (VF : Serge Biavan) : le médecin spécialisé dans la fertilité (caméo)
- Tom Brady (VQ : Martin Desgagné) : lui-même (caméo)
- Jay Leno : lui-même (caméo)
- Kate McKinnon : elle-même (caméo)
- Jimmy Kimmel (VF : Philippe Bozo) : lui-même

 Source et légende : version française (VF) sur RS Doublage et carton de doublage DVD; version québécoise (VQ) sur Doublage Québec 

## Production

### Développement
Très rapidement après Ted, une suite est annoncée grâce à de très bons résultats au box-office,.

### Attribution des rôles
Assez tôt dans le développement du film, il est annoncé que Mila Kunis ne reprendra pas son personnage de Lori Collins en raison de sa grossesse et qu’Amanda Seyfried aura le premier rôle féminin de la suite.
En septembre 2014, alors que le tournage a déjà commencé, il est annoncé que Morgan Freeman jouera l'avocat de Ted.
Stephen Collins avait rejoint la distribution. Mais à la suite de la révélation d'actes pédophiles par le site américain TMZ en octobre 2014, il est renvoyé peu de temps après.

### Tournage
Le tournage débute le 28 juillet 2014, comme annoncé par le réalisateur sur Twitter,. Il a lieu dans le Massachusetts : à Boston, Wareham, Ipswich, Norfolk et Danvers.

## Accueil

### Critique
Dans l'ensemble, il reçoit un accueil mitigé de la part des critiques professionnels. Dans les pays anglophones, le site Rotten Tomatoes lui donne un taux d'approbation de 46 % basé sur 151 votes, tandis que sur le site Metacritic, il obtient un Metascore de 48/100 basé sur 38 avis. En France, le site Allociné lui donne une moyenne de 2,8/5 basée sur 22 critiques presse.
Néanmoins, Ted 2 obtient un bon accueil du public, puisque les spectateurs lui donnent une moyenne de 3,8/5 sur le site Allociné, tandis que sur le site d'IMDb, il obtient la note de 6,7/10.

### Box-office
Pour sa première semaine d'exploitation aux États-Unis, le film cumule 33 507 870 $. Il se trouve a la troisième place du box-office américain, derrière Jurassic World et Vice Versa.
Pour sa deuxième semaine d'exploitation aux États-Unis, le film cumule 27 890 003 $. Il se trouve à la cinquième place du box-office américain, derrière Magic Mike XXL, Terminator Genisys, Jurassic World et Vice Versa.
Pour sa troisième semaine d'exploitation aux États-Unis, le film cumule 71 619 000 $. Il se trouve à la septième place au box-office américain, derrière Magic Mike XXL, Gallows, Terminator Genisys, Vice Versa, Jurassic World et Les Minions.
À ce jour[Quand ?], Ted 2 cumule aux États-Unis, 80 538 470 $.
Ted 2 cumule en France 415 709 entrées.
Dans le monde, il cumule 190 000 000 $.